# 변주현
변주현(1967년 10월 1일 ~)은 대한민국의 배우, 영화 감독이다.

## 학력
- 명지대학교 무역학 학사

## 출연 작품

### 영화
배우
- 《유열의 음악앨범》 (2019년) - 변 작가 역
- 《어린 의뢰인》 (2019년) - 반장 역
- 《나는 왕이로소이다》 (2012년) - 의금부도사 역

감독
- 《소년 이야기》 (2016년)
- 《꿈의 그림자》 (2018년)

### 드라마
- 《대풍수》 (SBS, 2012년)
- 《투윅스》 (MBC, 2013년) - 야쿠자 역
- 《감격시대: 투신의 탄생》 (KBS2, 2014년) - 선장 역
- 《끝없는 사랑》 (SBS, 2014년)
- 《삼총사》 (tvN, 2014년) - 청황제 홍타이지 역
- 《압구정 백야》 (MBC, 2014년) - 흥신소장 역
- 《달콤한 비밀》 (KBS2, 2014년) - 사채업자 역
- 《가족을 지켜라》 (KBS1, 2015년)
- 《그래도 푸르른 날에》 (KBS2, 2015년) - 경수 역
- 《귀신 보는 형사 처용 2》 (OCN, 2015년)
- 《다 잘될 거야》 (KBS2, 2015년)
- 《내 딸, 금사월》 (MBC, 2015년)
- 《장사의 신 - 객주 2015》 (KBS2, 2016년) - 일본 상인 고로 역
- 《불어라 미풍아》 (MBC, 2016년)
- 《쓸쓸하고 찬란하神 - 도깨비》 (tvN, 2016년)
- 《그 여자의 바다》 (KBS2, 2017년)
- 《역적 : 백성을 훔친 도적》 (MBC, 2017년) - 사또 역
- 《시카고 타자기》 (tvN, 2017년) - 경무국 부장 역
- 《돌아온 복단지》 (MBC, 2017년)
- 《비밀의 숲》 (tvN, 2017년) - 마츠야마 역
- 《이름 없는 여자》 (KBS2, 2017년) - 사채업자 역
- 《작은 신의 아이들》 (OCN, 2018년) - 마종우 역
- 《미스터 션샤인》 (tvN, 2018년)
- 《리갈 하이》 (JTBC, 2019년) - 제임스 박 역

### 연극
- 《무엇이 될고하니》
- 《대머리 여가수》
- 《기도》
- 《고도를 기다리며》
- 《주머니 속에서 탱고를》
- 《따라지들의 향연》
- 《화니와 마리우스》
- 《화수목 나루》
- 《그 여자 억척어멈》
- 《사랑해서 그랬어》
- 《흑인창녀를 위한 고백》
- 《우정》
- 《햇빛 밝은 아침》
- 《어릿광대 춘향》
- 《꽃 물 그리고 바람의 노래》
- 《칸사이 주먹》

### 광고
- 교촌치킨
- 아로나민골드
- 디오션시티

## 저서
- 《플레이어 킬》 (2008년)

## 수상
- 1990년 체코 이스트로폴리타나 세계연극제 모노로그 대상